# Thillot
Thillot ist eine französische Gemeinde mit 206 Einwohnern (Stand: 1. Januar 2022) im Département Meuse in der Region Grand Est (vor 2016: Lothringen). Sie gehört zum Arrondissement Verdun und zum Kanton Étain. Die Einwohner werden Thillotins genannt.

## Geographie
Thillot liegt etwa 24 Kilometer südöstlich von Verdun. Umgeben wird Thillot mit den Nachbargemeinden Hannonville-sous-les-Côtes im Westen und Norden, Avillers-Sainte-Croix im Nordosten und Osten sowie Saint-Maurice-sous-les-Côtes im Osten und Süden.

## Bevölkerungsentwicklung
| Jahr                       | 1962 | 1968 | 1975 | 1982 | 1990 | 1999 | 2006 | 2011 | 2019 |
| Einwohner                  | 201  | 172  | 171  | 179  | 150  | 158  | 219  | 250  | 219  |
| Quellen: Cassini und INSEE |      |      |      |      |      |      |      |      |      |

## Sehenswürdigkeiten
- Kirche Saint-Abdon, 1824 erbaut, 1925 wieder errichtet

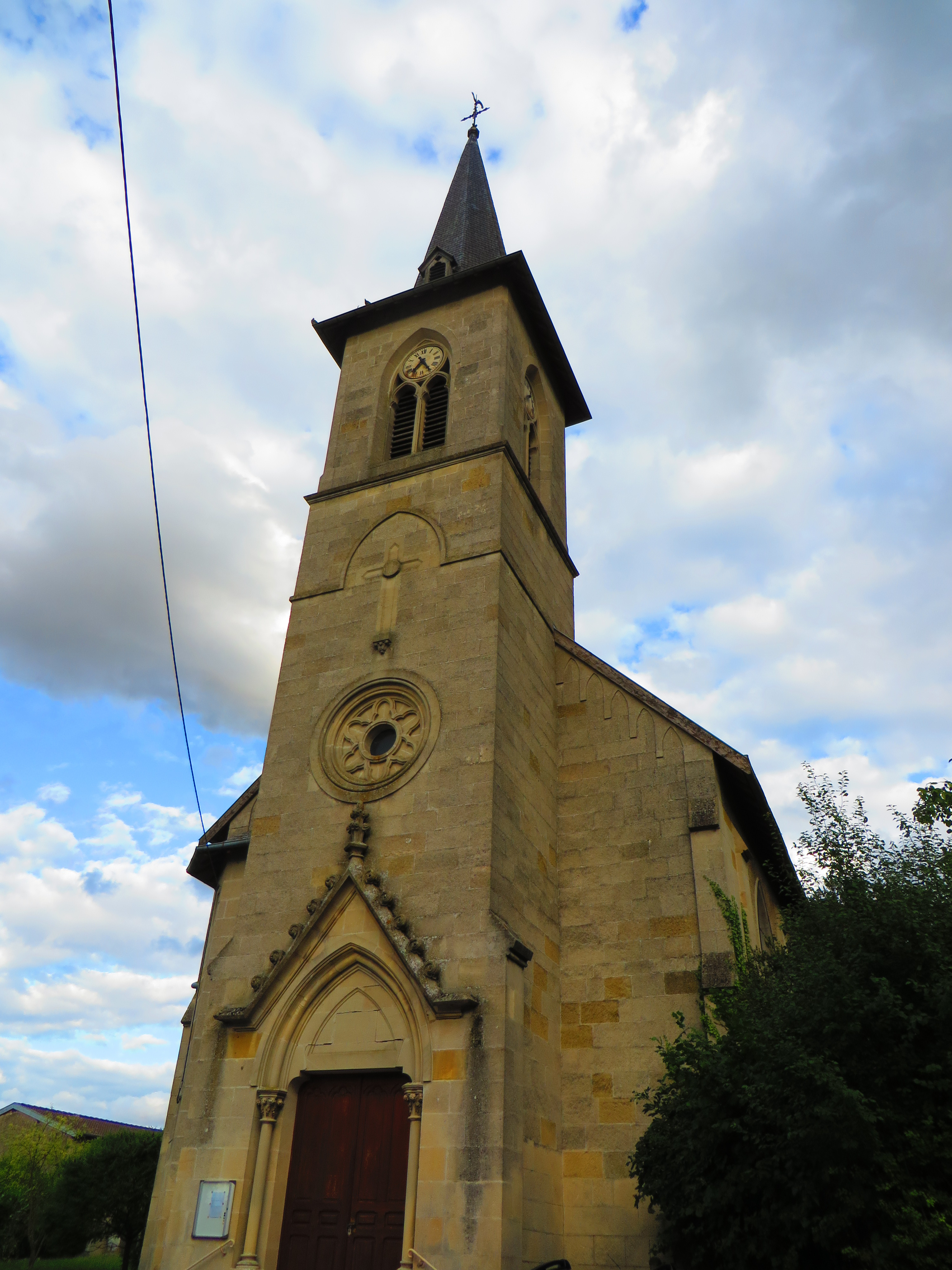
Kirche Saint-Abdon